# 乔舒亚·莱德伯格
乔舒亚·莱德伯格（Joshua Lederberg，1925年5月23日—2008年2月2日），美国分子生物学家，主要研究方向为遗传学、人工智能和太空探索。因发现细菌遗传物质及基因重组现象而获得1958年诺贝尔生理学或医学奖。该奖项的另一半授予了乔治·韦尔斯·比德尔和爱德华·劳里·塔特姆。